# Шорлайн (Вашингтон)
Шорлайн (англ. Shoreline) — місто (англ. city) в США, в окрузі Кінг штату Вашингтон. Населення — 58 608 осіб (2020).

## Географія
Шорлайн розташований за координатами 47°45′25″ пн. ш. 122°20′33″ зх. д. / 47.75694° пн. ш. 122.34250° зх. д. (47.756904, -122.342414).  За даними Бюро перепису населення США в 2010 році місто мало площу 30,30 км², з яких 30,24 км² — суходіл та 0,06 км² — водойми.

## Демографія
Згідно з переписом 2010 року, у місті мешкало 53 007 осіб у 21 561 домогосподарстві у складі 13 168 родин. Густота населення становила 1749 осіб/км².  Було 22787 помешкань (752/км²).
Расовий склад населення:
| - 71,4 % — білих - 15,2 % — азіатів - 5,0 % — чорних або афроамериканців - 0,8 % — корінних американців - 0,3 % — вихідців з тихоокеанських островів - 2,2 % — осіб інших рас |

До двох чи більше рас належало 5,1 %. Частка іспаномовних становила 6,6 % від усіх жителів.
За віковим діапазоном населення розподілялося таким чином: 19,1 % — особи молодші 18 років, 65,7 % — особи у віці 18—64 років, 15,2 % — особи у віці 65 років та старші. Медіана віку мешканця становила 42,1 року. На 100 осіб жіночої статі у місті припадало 94,9 чоловіків;  на 100 жінок у віці від 18 років та старших — 92,2 чоловіків також старших 18 років.
Середній дохід на одне домашнє господарство  становив 84 292 долари США (медіана — 66 020), а середній дохід на одну сім'ю — 102 457 доларів (медіана — 85 308). Медіана доходів становила 59 573 долари для чоловіків та 46 925 доларів для жінок. За межею бідності перебувало 10,6 % осіб, у тому числі 10,4 % дітей у віці до 18 років та 9,9 % осіб у віці 65 років та старших.
Цивільне працевлаштоване населення становило 28 318 осіб. Основні галузі зайнятості: освіта, охорона здоров'я та соціальна допомога — 26,3 %, науковці, спеціалісти, менеджери — 13,3 %, роздрібна торгівля — 11,0 %, мистецтво, розваги та відпочинок — 9,0 %.